# Don Garber

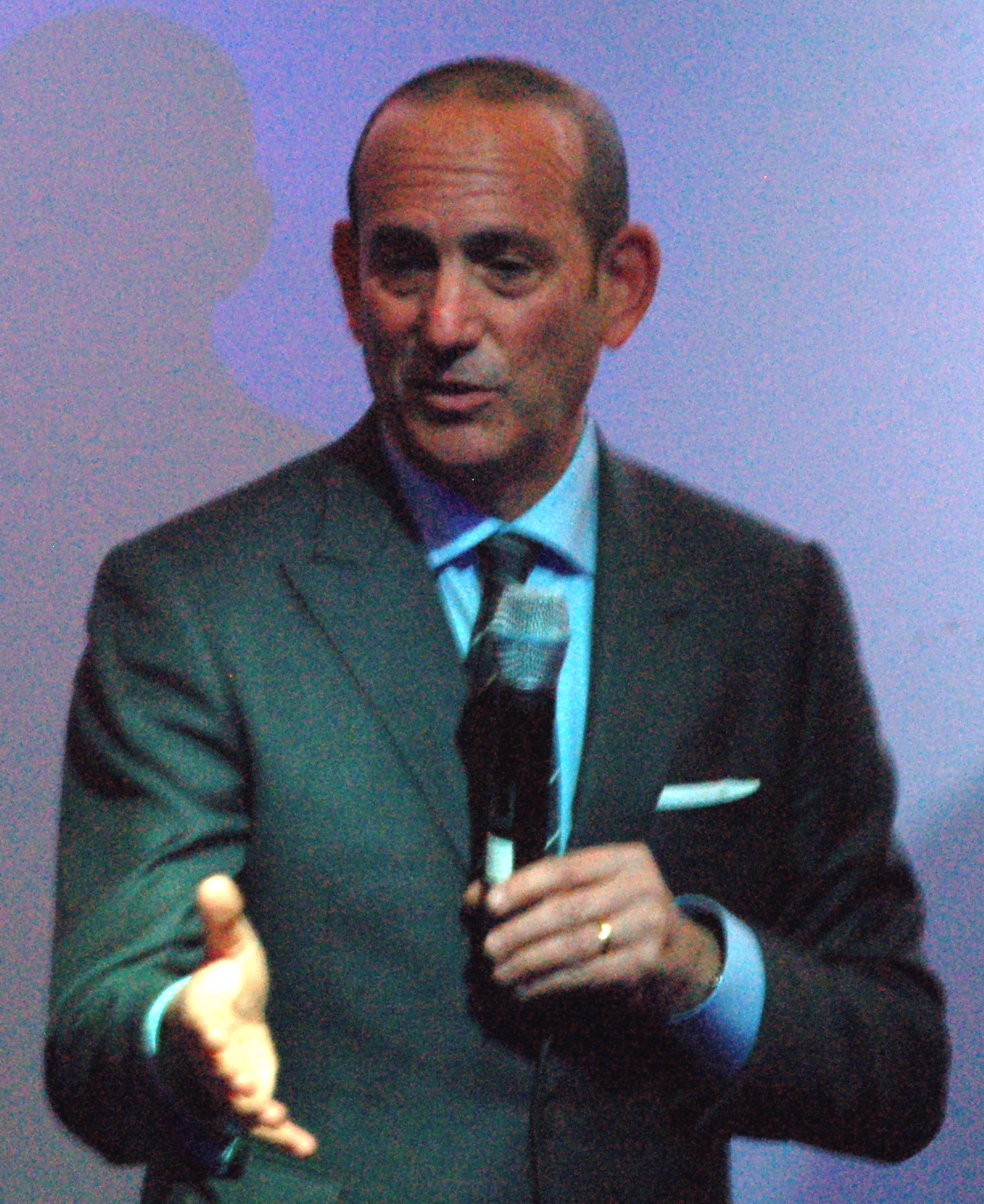
Don Garber

Don Garber (* 9. Oktober 1957 in Queens, New York) ist ein US-amerikanischer Sportfunktionär. Er ist seit 1999 Commissioner der Major League Soccer (MLS) und seit 2002 der CEO der Soccer United Marketing, einer Tochtergesellschaft der MLS, die er selbst gegründet hat. Außerdem sitzt er im Vorstand der United States Soccer Federation, dem Fußballverband der USA. 

## Leben
Garber wuchs in Bayside (Queens, New York) auf. Später studierte er zunächst an der SUNY Oneonta. Er brach das Studium ab und hatte in Folge unterschiedliche Jobs, die zumeist in Verbindung zum Sport oder zum Bereich PR, Marketing und Vertrieb (oder zu beidem) standen.

## Karriere als Funktionär
Garber begann seine Karriere bei der National Wheelchair Athletic Association als Leiter der Öffentlichkeitsarbeit. Anschließend wechselte er in die Public-Relations-Abteilungen der Firmen Ruder Finn und Burson-Marsteller. Bei Burson-Marsteller verhandelte er mit der NFL über ein mögliches Sponsorenengagement. Daraus resultierend wurde er von der NFL abgeworben.

### National Football League
Garber war 16 Jahre lang für die NFL tätig. In dieser Zeit arbeitete er in unterschiedlichen Positionen und Bereichen wie Vertrieb, Marketing, Eventmanagement, Öffentlichkeitsarbeit. 1996 wurde Garber mit der Leitung der Abteilung NFL International, die für die Geschäfte der NFL außerhalb der USA zuständig war, betraut. Es gelang ihm das Auslandsgeschäft kommerziell sehr erfolgreich auszubauen. Robert Kraft, der Besitzer der New England Patriots, machte Garber daraufhin den Vorschlag, das Amt eines MLS Commissioners zu übernehmen, um in dieser Funktion den amerikanischen Fußball besser zu vermarkten.

### Major League Soccer
Obwohl die Entscheidung, einen Mann ohne Fußballexpertise mit der Leitung der Liga zu betrauen, in den Medien starke Kritik hervorrief, wurde Garber am 4. August 1999 Garber als neuer Commissioner der Major League Soccer vorgestellt. Die MLS hatte zu diesem Zeitpunkt schon finanzielle Schwierigkeiten. 2001 drohte der Bankrott. Garber strukturierte die MLS um und schaffte es mit der Gründung der Soccer United Marketing 2002, einem Unternehmen im Besitz von MLS-Investoren, das steigende Interesse am Fußball in den USA kommerziell zu nutzen und die Zahlungsunfähigkeit abzuwenden.  Die MLS gewann dadurch in den folgenden Jahren seiner Amtszeit finanzielle Stabilität.

## Privat
Garber ist verheiratet und hat zwei Kinder. Er wohnt in Montclair, New Jersey.